# Подсобное хозяйство (Кировская область)
Подсобное хозяйство — деревня в Слободском районе Кировской области России, входит в Вахрушевское городское поселение.

## География
Деревня расположена в километре к востоку от пгт. Вахруши.

## История
Деревня появилась как подсобное хозяйство кожевенно-обувного комбината им. В. И. Ленина в посёлке Вахруши.

## Население
| 2010 | 2014 | 2015 | 2016 | 2017 | 2018 | 2019 |
| ---- | ---- | ---- | ---- | ---- | ---- | ---- |
| 54   | ↘46  | ↘43  | ↗47  | ↘45  | ↘44  | →44  |
| 2020 | 2021 |      |      |      |      |      |
| ↘36  | ↗48  |      |      |      |      |      |

## Транспорт
Деревня находится на федеральной трассе «Кострома-Киров-Пермь» Р243, в 26 километрах к востоку от Кирова.
В Вахрушах на Котласской дистанции Горьковской железной дороги расположена железнодорожная станция Вахруши, в 37,1 км от станции Киров.